# Stenkil
Stenkil byl švédský a král od roku 1060 až do své smrti v roce 1066. Byl to první švédský vládce z rodu Stenkilů. Pravděpodobně pocházel z Västergötlandu. Hervarar saga tvrdí, že jeho otcem byl Ragnvald (nejspíš kníže Stareje Lagody Ragnvald Ulfsson) a matkou Astrid Njalsdotter.
Po smrti Emunda Gammala v roce 1060 byl králem zvolen právě Stenkil, který se s předchozí vládnoucí dynastií spojil sňatkem s Emundovou dcerou Ingamoder Emundsdotter. Jejich syny byli pozdější králové Halsten Stenkilsson a Inge I., spekuluje se o tom, že Stenkilovými potomky byli i jeho nástupce Erik Stenkilsson a Erik Pohan, kteří spolu po Stenkilově smrti bojovali o trůn.
Stenkil se nejvíc proslavil tím, že tvrdě bojoval proti pohanství. Měl také pověst skvělého lukostřelce.